# Infliximab
Infliximab (Merknaam: Remicade) is een monoklonaal antilichaam dat wordt ingezet bij de behandeling van auto-immuunziekten. Infliximab is toegelaten door de Food and Drug Administration voor behandeling van psoriasis, ziekte van Crohn, ziekte van Bechterew, arthritis psoriatica, reumatoïde artritis, sarcoïdose en colitis ulcerosa. Dit geneesmiddel blokkeert de werking van tumornecrosisfactor-α (TNF-alfa), een molecuul belangrijk bij onder andere ontstekingsreacties.

## Indicaties in Europa
1. reumatoïde artritis (een ziekte van het immuunsysteem die ontstekingen van de gewrichten veroorzaakt). Remicade wordt gebruikt in combinatie met methotrexaat (een geneesmiddel dat op het immuunsysteem inwerkt).
2. ziekte van Crohn (een ziekte die ontsteking van het spijsverteringskanaal veroorzaakt), indien de ziekte ernstig is of er fistelvorming voorkomt.
3. colitis ulcerosa (een ziekte die ontstekingen en zweren aan de binnenwand van de darm veroorzaakt.)
4. spondylitis ankylopoetica (een ziekte die ontstekingen en pijn in de gewrichten van de wervelkolom veroorzaakt).
5. arthritis psoriatica (een aandoening die wordt gekenmerkt door rode, schilferige vlekken op de huid en ontstekingen in de gewrichten);
6. psoriasis (een aandoening die rode, schilferige vlekken op de huid veroorzaakt).
7. sarcoïdose (een ziekte van het immuunsysteem, die wordt gekenmerkt door zogenaamde "granulomen", kleine opeenhopingen van ontstekingscellen die in het hele lichaam voorkomen).  Dit betreft echter niet-geregistreerd gebruik.[1]

Infliximab werkt door het blokkeren van tumornecrosefactor α (TNFα). TNFα is een cytokine die deel uitmaakt van een auto-immuunreactie.